# Джонатан Шифф
Джонатан Марк Шифф (англ. Jonathan Mark Shiff) — австралійський продюсер дитячих телесеріалів. Його компанія Jonathan M. Shiff Productions, заснована в 1988 році, продюсує дитячі і сімейні програми, які вийшли на екран більше ніж в 130 країнах світу.

## Фільмографія
- Принцеса з Манджіпура (серіал) (2008-…)
- Піратські острови: Втрачений скарб Фіджі (серіал) (2007)
- H2O: Просто додай води (2006-…)
- Скутер: Секретний агент (серіал) (2005-…)
- Зла наука (2004-2006)
- Піратські острови (серіал) (2003)
- Кібердівчина (серіал) (2001)
- Хорес і Тіна (серіал) (2001)
- Нові пригоди дівчинки з океану (2000-2001)
- Грозове каміння (1999—2000)
- Дівчинка з океану (1994-1997)
- Келлі (серіал) (1991-1992)